# Man'yōshū

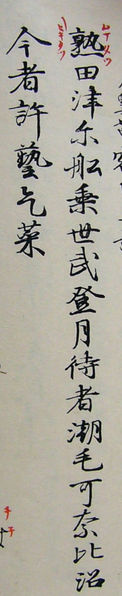
Princesa Nukata, rèplica procedent del vol.1

Man'yōshū (万葉集 literalment: Col·lecció de deu mil fulles) és la col·lecció de yamato-uta, poesia japonesa més antiga existent i de més rellevància històrica, compilada durant el període Nara, i inicis del període Heian. El compilador, o l'últim d'una sèrie d'ells, es creu va ser Ōtomo no Yakamochi, i l'últim poema registrat en la col·lecció data de l'any 759. La col·lecció conté diversos poemes de més antiguitat, sent en la seva majoria anònims o erròniament atribuïts a altres autors de major fama. Però un gran cabal del mencionat poemari representa el període entre els anys 600 i 759.
La col·lecció es divideix entre vint parts o llibres, reflectint una pràctica similar d'altres col·leccions de poemes xinesos d'aquells temps; aquest nombre es va utilitzar en altres obres de similars característiques. Els temes del Man'yōshū no estan organitzats per tòpics o cronològicament. La col·lecció conté 265 chōka (poemes llargs), 4.207 tanka (poemes curts), un tarenga (petit poema de connexió), un bussokusekika (poemes que es troben en les plantes dels peus del Buda de Yakushi-ji a Nara), quatre kanshi (poemes xinesos), i 22 passatges en prosa d'origen xinès. No posseeix prefaci: el format per a la mencionada secció en col·leccions oficials, com el de Kokin Wakashū, es va desenvolupar més endavant.

És comú referir-se al Man'yōshū com una obra japonesa d'una certa particularitat. Això no significa que els poemes i passatges de la col·lecció difereixin massa de l'erudició —en els temps de Yakamochi— en el context de la literatura xinesa i la poesia. Certament, moltes seccions dintre de l'obra tenen una característica pròpia, amb alguns temes del confucianisme i el taoisme, i més endavant, poemes reflectint ensenyances budistes. Així i tot, el Man'yōshū posseeix una singularitat que pot ser comparada amb obres posteriors en l'elecció de temes del període Yamato, entremesclant la religió Shinto amb les virtuts de la sinceritat i la virilitat. També, el llenguatge utilitzat en diversos passatges d'aquesta obra evoca en deixar un poderós sentiment envers els seus lectors:
| « | Aquesta primera col·lecció conté una mica de la frescor de l'albada. […] Existeixen irregularitats que no seran tolerades més endavant, com les línies hipomètriques; hi ha noms de llocs que evoquen i vocables de coixí; i no existeixen exclamacions evocatives com kamo, el que ho fa genuí i també incomunicable. En altres paraules, la col·lecció conté la demanda d'un art en la seva font més prístina amb un sentit romàntic de venerable antiguitat i per tant, d'un ordre ideal que ha estat perdut. | » |

## Periodització
La col·lecció és dividida, segons el costum, en quatre períodes. El més recent data d'un passat prehistòric o llegendari, des dels temps de Yūryaku (456-479) fins aquells pobrament documentats en el període Yōmei (585-587), Suiko (594-661), i finalment Tenji (668-671) durant la reforma Taika i els anys de Fujiwara no Kamatari (614-669). El segon període abasta el final del segle vii, coincidint amb la popularitat de Kakinomoto no Hitomaro, un dels més grans poetes japonesos. El tercer període data del 700-c.730 i cobreix els treballs de poetes com ara Yamabe no Akahito, Ōtomo no Tabito i Yamanoue no Okura, estant Akahito japonès realment; la resta s'adapta i incorpora elements continentals. El quart període s'estén als anys 730-760 i inclou treballs dels últims grans poetes d'aquesta col·lecció al costat del seu compilador, Ōtomo no Yakamochi, qui no només escriu una gran quantitat de poemes originals sinó també edita, actualitza i renova un nombre desconegut de poemes antics.

## Importància lingüística
A més a més del seu mèrit artístic, el Man'yōshū conté una gran importància per l'ús d'un dels sistemes més antics d'escriptura japonesa: el man'yōgana. Encara que no era la primera vegada que va ser utilitzat —ja que apareixia també en el Kojiki, de l'any 712—, va ser la seva influència el que va donar a l'obra el títol que porta: «el kana de Man'yōshū». Aquest sistema utilitza caràcters xinesos en una varietat de funcions: com el seu ideograma comú o sentit logogràfic; per representar fonèticament síl·labes japoneses; i de vegades com una combinació de les funcions anteriorment esmentades. L'ús de caràcters xinesos per representar síl·labes japoneses va ser, de fet, l'origen del modern sistema sil·làbic d'escriptura kana, estant formes simplificades (hiragana) o fragmentades (katakana) extretes del man'yōgana.
La col·lecció, en particular els volums 14 i 20, també està molt valorada pels lingüistes històrics per la informació que proporciona en dialectes japonesos.

## Traduccions
Julius Klaproth va ser el primer d'occident en publicar traduccions, força defectuoses, del Man'yōshū. Donald Keene explica en el prefaci de l'edició del Man'yōshū realitzada per la societat japonesa Nihon Gakujutsu Shinkō Kai, el següent: 
| «                                                           | Un llarg poema va ser traduït ja el 1834 pel cèlebre orientalista alemany Heinrich Julius Klaproth (1783-1835). Klaprot, després d'haver viatjat a Sibèria a la recerca de llengües estranyes, es va trobar amb alguns pescadors japonesos, difícilment es podien considerar mentors ideals per a l'estudi de la poesia del segle viii. No és sorprenent que la seva traducció fora poc precisa. | » |
| — Nippon Gakujutsu Shinkō Kai. (1965). El Manyōshū, p. iii. | |   |

El Man'yōshū ha estat acceptat en la Sèrie de Traduccions japoneses de l'Organització de les Nacions Unides per a l'Educació, la Ciència i la Cultura (UNESCO).